# Juan Sánchez Cotán

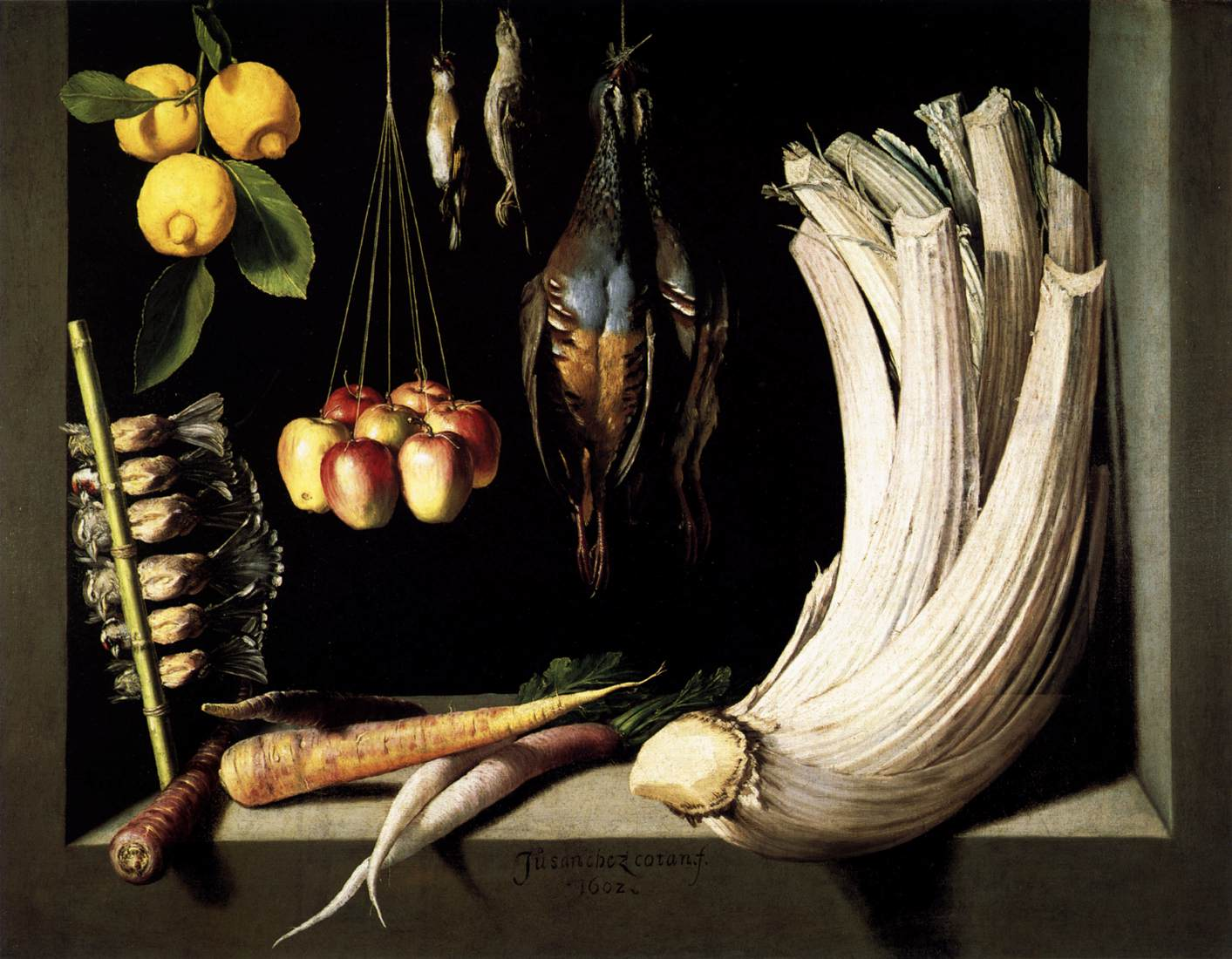
Juan Sánchez Cotán, Stillleben mit Wild, Gemüse und Früchten, 68 × 89 cm, Öl auf Leinwand, 1602, Museo del Prado in Madrid.

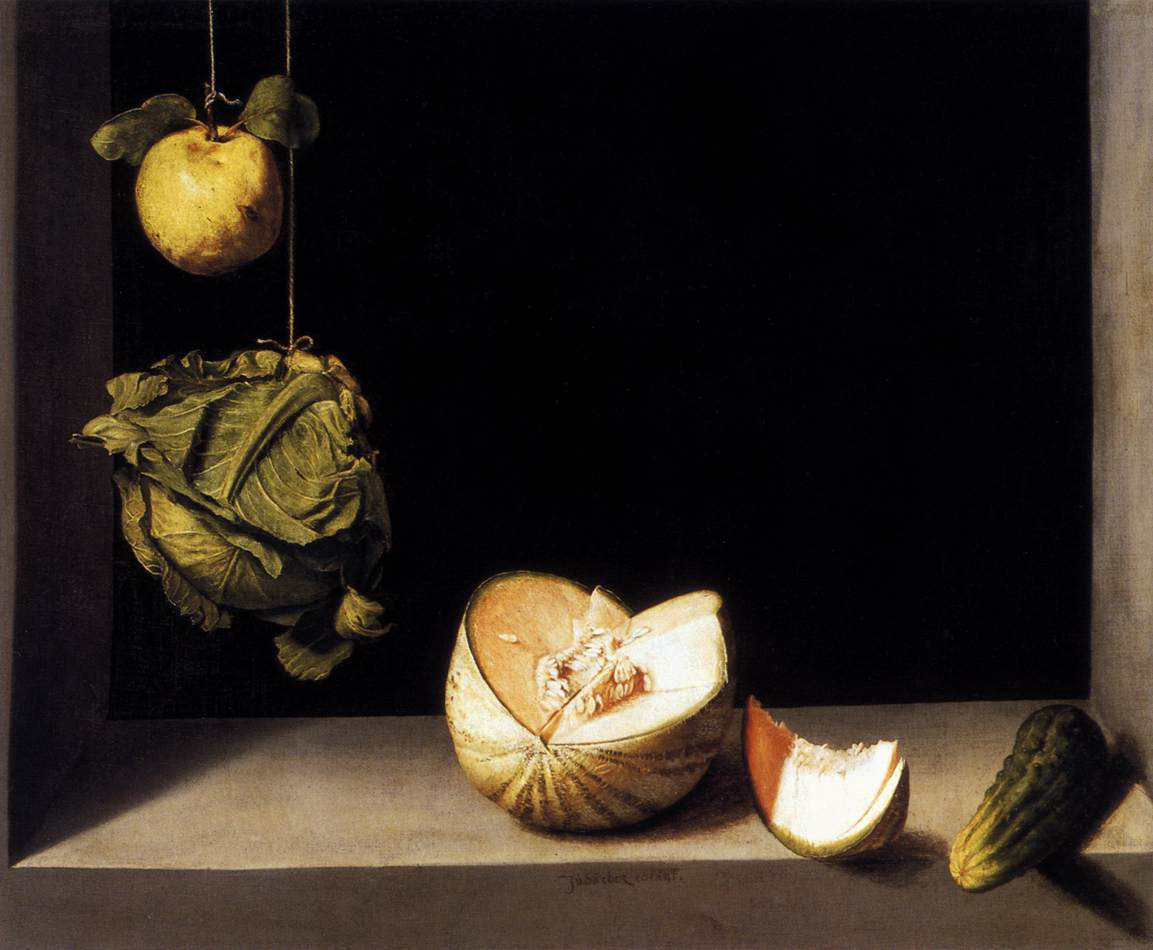
Juan Sánchez Cotán, Stillleben mit Quitte, Kohl, Melone und Gurke, 69 × 85 cm, Öl auf Leinwand, 1602, San Diego Museum of Art.

Juan Sánchez Cotán (* 25. Juni 1560 in Orgaz bei Toledo; † 8. September 1627 in Granada) war ein spanischer Maler des Barock. Er war einer der bedeutendsten Stilllebenmaler Spaniens, sein Bild Stillleben mit Wild, Gemüse und Früchten von 1602 ist das erste überlieferte spanische Stillleben. Mit der charakteristischen Steinnische mit den darin abgelegten Naturprodukten, den hängenden Früchten und dem Wild prägte er einen Typus für das frühe spanische Stillleben (Bodegón), der auf andere Künstler einwirkte. Er hatte die Nischen auf Vorrat gemalt und füllte diese dann mit den Objekten auf.
Sánchez Cotán war vermutlich ein Freund oder Schüler von Blas de Prado. Er lebte in Toledo und fertigte Historiengemälde und Porträts an. Um die Jahrhundertwende begann er damit Stillleben anzufertigen, wobei er sich wahrscheinlich auch auf antike Vorbilder aus römischen Mosaiken stützte. Am 10. August 1603 gab er sein Atelier auf und zog sich in das Kartäuserkloster Santa Maria de El Paular in Rascafría. Dort malte er weitere religiöse Historien. 1612 wurde er in das Kloster Cartuja von Granada geschickt und entschied, Mönch zu werden. Im folgenden Jahr trat er als Bruder in die Klostergemeinschaft ein. Im Kloster setzte er seine Malerei fort. Trotz seines auf das Kloster beschränkten Lebens wirkte Sánchez Cotán auf viele spanische Maler des frühen 17. Jahrhunderts. Viele der nachfolgenden Stilllebenmaler bezogen sich auf ihn und seinen Typus der Steinnische. Juan van der Hamen y León zitierte ihn darüber hinaus durch die Kopie einzelner Früchte seiner Bilder.